# Aeroportul Municipal Muscatine
Aeroportul Municipal Muscatine (IATA: MUT, ICAO: KMUT, FAA LID: MUT) este un aeroport din Iowa, Statele Unite ale Americii ce deservește zona Muscatine⁠(d). A fost numit după zona deservită.
Situat la o altitudine de 167 m, aeroportul dispune de 2 piste.

## Infrastructură

### Piste
Aeroportul dispune de 2 piste. Pista 6/24 are suprafața de beton și dimensiunile 5.500 picioare × 100 picioare. Pista 12/30 are suprafața de beton și dimensiunile 4.000 picioare × 75 picioare. 